# Litla Bleikja
Litla Bleikja est une île norvégienne du comté de Hordaland appartenant administrativement à Bømlo.

## Description
Rocheuse et désertique, à fleur d'eau, elle s'étend sur environ 80 m de longueur pour une largeur approximative de 47 m. Elle est reliée par une longue jetée à Langevåg (en).